# アンソニー・リチャードソン
アンソニー・ダショーン・リチャードソン（Anthony Dashawn Richardson, 2002年5月22日 - ）は、アメリカ合衆国フロリダ州マイアミ出身のプロアメリカンフットボール選手。NFLのインディアナポリス・コルツに所属している。ポジションはクォーターバック。

## 経歴

### カレッジ
フロリダ大学に進学し、1年目の2020年シーズンはNCAAのレッドシャツ制度の対象となったため、4試合の出場に留まった。
2021年シーズンは8試合に出場し、終盤には初の先発出場を果たした。
2022年シーズンから先発に定着。2022年9月3日には全米ランキング7位と格上のユタ大学に逆転勝利した。このシーズン終了後、2023年のNFLドラフトにアーリーエントリーした。

### 個人成績
| シーズン | 試合     | 試合     | 試合     | パス     | パス     | パス     | パス     | パス     | パス     | パス     | パス     | ラン     | ラン     | ラン     | ラン     | ラン |
| シーズン | GP       | GS       | Record   | Comp     | Att      | Pct      | Yards    | Avg      | TD       | Int      | Rate     | Att      | Yards    | Avg      | TD       |      |
| フロリダ | フロリダ | フロリダ | フロリダ | フロリダ | フロリダ | フロリダ | フロリダ | フロリダ | フロリダ | フロリダ | フロリダ | フロリダ | フロリダ | フロリダ | フロリダ |      |
| -------- | -------- | -------- | -------- | -------- | -------- | -------- | -------- | -------- | -------- | -------- | -------- | -------- | -------- | -------- | -------- | ---- |
| 2020     | 4        | 0        | 0–0      | 1        | 2        | 50.0     | 27       | 13.5     | 1        | 1        | 228.4    | 7        | 61       | 8.7      | 0        |      |
| 2021     | 8        | 1        | 0–1      | 38       | 64       | 59.4     | 529      | 8.3      | 6        | 5        | 144.1    | 51       | 401      | 7.9      | 3        |      |
| 2022     | 12       | 12       | 6–6      | 176      | 327      | 53.8     | 2,549    | 7.8      | 17       | 9        | 131.1    | 103      | 654      | 6.3      | 9        |      |
| 通算     | 24       | 13       | 6–7      | 215      | 393      | 54.7     | 3,105    | 7.9      | 24       | 15       | 133.6    | 161      | 1,116    | 6.9      | 12       |      |

### インディアナポリス・コルツ
ドラフト前のコンバインでの測定値から、クォーターバックのドラフト候補の中では史上最も優れた身体能力を持つと称され、相対運動スコア（RAS）ではキャム・ニュートン以来となる満点を記録した。
| 6 ft 4+1⁄4 in (194 cm) | 244 lb (111 kg) | 32+3⁄4 in (83 cm) | 10+1⁄2 in (27 cm) | 4.43 s | 1.53 s | 2.56 s | 40.5 in (103 cm) | 10 ft 9 in (3.28 m) |
| [ 5 ]                  |                 |                   |                   |        |        |        |                  |                     |

迎えたドラフトでは全体4位でインディアナポリス・コルツから指名され、その後4年総額3,400万ドルのルーキー契約を結んだ。

#### 2023年シーズン
開幕前のトレーニングキャンプ中に、呼吸をしやすくするために鼻中隔の手術を受けた。
2023年8月15日にヘッドコーチのシェーン・スタイケンにより、開幕戦で先発を務めることが発表された。
2023年10月8日のテネシー・タイタンズ戦中にグレード3の肩鎖関節捻挫の負傷を負い、1か月以上の離脱見込みとなった。同月18日に肩の手術を受けることが決定し、シーズン中の復帰は絶望となった。

## プレースタイル
荒削りながら身体能力は高く、ジョシュ・アレンと比較されている。
プレースタイルの似ているキャム・ニュートンやラマー・ジャクソンに憧れており、自らを「キャム・ジャクソン」と称したこともある。